# 蓟州文庙
40°02′45″N 117°24′01″E / 40.04583°N 117.40028°E
蓟州文庙，位于天津市蓟州区西北隅城关小学院内，为古代蓟州祭祀孔子所修建的庙宇，建于1695年，于2001年被列为蓟县文物保护单位，2006年被列为天津历史风貌建筑。

## 建筑特色
蓟州文庙现尚存有棂星门、登瀛桥、泮池、大成门、东西配殿、东庑、西庑、大成殿等主要建筑。大成殿、东、西庑与戟门构成四合院，其中，大成殿面阔五间，硬山式顶部铺有筒瓦，殿口的台基垒砌有条石。殿前的月台是祭祀孔子的场所；戟门面阔三间，硬山式顶部铺有筒瓦，台基石料为大青石。戟门前面设有泮池，泮池上设有三座石拱桥，为登瀛桥，泮池前设有棂星门。戟门的东侧设有名宦祠，面阔三间，名宦祠的墙壁上设有一碑上书《醉翁亭记》。东庑、西庑各五间，硬山式顶部铺有合瓦。
- 棂星门
- 泮池、大成门
- 东庑、大成殿侧面